# Nguyễn Thị Thu An
Nguyễn Thị Thu An (1 tháng 5 năm 1922 – 3 tháng 10 năm 2011) hay còn được biết đến với nghệ danh Thu An là một nữ diễn viên điện ảnh Việt Nam.

## Tiểu sử
Thu An sinh ngày 1 tháng 5 năm 1922 tại Hà Nội. Bà bắt đầu tham gia điện ảnh từ những năm 50 của thế kỷ 20, là thế hệ diễn viên đầu tiên của điện ảnh Việt Nam. Tác phẩm điện ảnh đầu tiên bà tham gia là Chung một dòng sông năm 1959 do Nguyễn Hồng Nghi và Phạm Kỳ Nam đạo diễn, cũng là bộ phim truyện đầu tiên của miền Bắc Việt Nam sau năm 1954.
Không chỉ thành công ở những vai phụ nữ nông thôn trong các phim Sao tháng Tám, Mẹ chồng tôi, Tướng về hưu, Thu An còn tham gia diễn xuất ở một số bộ phim đầu tiên của Điện ảnh Công an nhân dân như Quán trúc đào, Người mẹ, Tội và tình. Gần bốn mươi năm sau khi về hưu, bà làm chủ một quán trà nhỏ kiêm công việc bán cây cảnh trên phố Hoàng Hoa Thám đồng thời vẫn tiếp tục đóng các vai phụ trong nhiều bộ phim và tích cực tham gia vào hoạt động từ thiện.
Ngày 3 tháng 10 năm 2011, sau một thời gian dài lâm trọng bệnh Nghệ sĩ ưu tú Thu An đã trút hơi thở cuối cùng ở tuổi 89. Được tin ấy, nữ kịch sĩ Bùi Hạc Đính có soạn thi phẩm như sau:
Em đã ra đi một ngày thu
Chợt nghe tin dữ dạ bàng hoàng
Bấy lâu dẫu biết em đau yếu
Nào ngờ em đã vội ra đi
Lẽ nào em đã ra đi
Người thiên cổ chỉ thoảng như là một giấc mơ
Trăng tà soi bóng bên thềm
Cỏ may cũng xót thương người mãi xa
Từ nay yên nghỉ cõi vĩnh hằng
Khúc ca ly biệt ngòn tàn đăng
Danh em sáng mãi ngời sông núi
Rạng cả trời Nam em biết chăng

## Phim đã tham gia

### Điện ảnh
| Năm  | Phim                    | Vai diễn             | Đạo diễn                                | Ghi chú              | Nguồn  |
| ---- | ----------------------- | -------------------- | --------------------------------------- | -------------------- | ------ |
| 1959 | Chung một dòng sông     | Cô Can               | NSND Nguyễn Hồng Nghi, NSND Phạm Kỳ Nam |                      | [ 8 ]  |
| 1971 | Truyện vợ chồng anh Lực | Vợ ông Củng          | NSND Trần Vũ                            |                      | [ 9 ]  |
| 1976 | Sao tháng Tám           |                      | NSND Trần Đắc                           |                      | [ 9 ]  |
| 1978 | Từ một cánh rừng        | Bà bác sĩ            | NSƯT Đức Hoàn                           |                      | [ 9 ]  |
| 1978 | Hà Nội mùa chim làm tổ  | Bà Trọng             | NSƯT Đức Hoàn                           |                      | [ 10 ] |
| 1978 | Những người đã gặp      | Mẹ kế Sơn            | NSND Trần Vũ                            |                      |        |
| 1980 | Tội và tình             | Vợ người tù          | Châu Huế                                |                      |        |
| 1982 | Làng Vũ Đại ngày ấy     | Bà bán quán          | NSND Phạm Văn Khoa                      |                      |        |
| 1987 | Đằng sau cánh cửa       | Bà bán quán          | NSƯT Anh Thái                           |                      |        |
| 1988 | Thời hiện đại           | Bà nông dân          | NSND Trần Đắc                           |                      | [ 11 ] |
| 1988 | Tướng về hưu            | Vợ tướng Thuấn       | NSND Nguyễn Khắc Lợi                    |                      |        |
| 1989 | Lan và Điệp             | Bà bõ                | Nguyễn Hữu Luyện, NSND Trần Vũ          | phim video           |        |
| 1989 | Pho tượng phật A-na     | Bà sư                | NSND Nguyễn Hữu Phần                    | phim video           |        |
| 1989 | Lá ngọc cành vàng       | Mẹ Chi               | Vũ Châu, Phó Bá Nam                     | phim video           |        |
| 1991 | Canh bạc                | Người thu tiền phòng | Lưu Trọng Ninh                          | Điện ảnh             |        |
| 1993 | Khách ở quê ra          | Bà Tạo               | NSƯT Đức Hoàn                           | Điện ảnh             |        |
| 1996 | Nước mắt thời mở cửa    | Bà hàng xóm          | Lưu Trọng Ninh                          | Điện ảnh             |        |
| 1997 | Trưởng ban dân số       | Mẹ chị Nhất          | Trần Trung Nhàn                         | Điện ảnh             |        |
| 1998 | Ghen                    | Mẹ Hiền              | NSND Phạm Thanh Phong                   | điện ảnh truyền hình |        |
| 2001 | Người giúp việc         | Bà cụ Mạ             | Đỗ Chí Hướng                            | điện ảnh truyền hình |        |
| 2002 | Vũ khúc con cò          | Mẹ May               | Jonathan Foo, Nguyễn Phan Quang Bình    | Điện ảnh             |        |

### Truyền hình
| Năm  | Phim                       | Vai diễn    | Đạo diễn                        | Kênh | Nguồn  |
| ---- | -------------------------- | ----------- | ------------------------------- | ---- | ------ |
| 1994 | Mẹ chồng tôi               | Bà Hòa      | NSND Khải Hưng                  | VTV1 |        |
| 1994 | Cuốn sổ ghi đời            |             | Đặng Tất Bình                   | VTV1 |        |
| 1995 | Bầu trời đầy sao           |             |                                 | VTV1 | [ 12 ] |
| 1995 | Tu hú gọi bầy              |             | NSND Bùi Cường                  | VTV1 | [ 13 ] |
| 1995 | Mùa đông không lạnh giá    |             |                                 | H    | [ 14 ] |
| 1997 | Ảo ảnh trắng               | Mẹ Hiền     | Việt Bảo                        | VTV1 |        |
| 1998 | Lạc dòng                   |             | Trần Trung Nhàn                 | VTV3 | [ 15 ] |
| 1998 | Cung đàn cuộc sống         |             | NSƯT Vũ Trường Khoa             | VTV3 | [ 16 ] |
| 1999 | Người thổi tù và hàng tổng | Mẹ Tuần     | Phi Tiến Sơn                    | VTV3 |        |
| 1999 | Mỗi thời của họ            | Bà          | NSND Phạm Nhuệ Giang            | VTV3 |        |
| 1999 | Câu hát tim nhau           |             | Phạm Đông                       | H    | [ 17 ] |
| 1999 | Vui buồn sau lũy tre       | Bà Đồ       | NSND Bạch Diệp                  | VTV1 |        |
| 1999 | Dấu chân thầm lặng         | Mẹ Thiện    | Lê Tuấn Anh                     | VTV3 |        |
| 2000 | Chú dế nhỏ tội nghiệp      | Bà nội Long | Hoàng Trần Doãn                 | VTV3 |        |
| 2000 | Ước nguyện trước hoàng hôn | Bà của Mơ   | Trần Bích Ngọc, Trần Trung Nhàn | H    |        |
| 2001 | Nước mắt của biển          | Bà Lôi Họng | Đoàn Lê, Văn Lượng              | THP  | [ 18 ] |
| 2001 | Khi người lính trở về      |             | Cao Mạnh                        | H    | [ 19 ] |
| 2001 | Một người chiếu bóng       | Bà nội Nam  | Đỗ Chí Hướng                    | VTV3 | [ 20 ] |
| 2001 | Quả muộn                   |             | Xuân Sơn, Phạm Minh Quang       | VTV3 |        |
| 2002 | Cựu chiến binh             |             | Đỗ Chí Hướng                    | VTV3 | [ 21 ] |
| 2003 | Ranh giới                  | Bà vú       | Vũ Hồng Sơn                     | VTV3 | [ 22 ] |